# همایون (زیرکوه)
همایون روستایی در دهستان افین بخش زهان شهرستان زیرکوه استان خراسان جنوبی ایران است. بر پایه سرشماری عمومی نفوس و مسکن در سال ۱۳۹۰ جمعیت این روستا ۱۴۵ نفر (در ۴۳ خانوار) بوده است.